# Ally McCoist
Alistair Murdoch McCoist, MBE (* 24. září 1962, Bellshill) je skotský fotbalista a trenér. Je spjat především s Rangers FC, kde je nejlepším střelcem historie klubu a kde vyhrál 10× skotskou ligu. 3× byl nejlepším střelcem skotské ligy.

## Hráčská kariéra
Ally McCoist hrál útočníka za St. Johnstone, Sunderland, Rangers a Kilmarnock. V St. Johnstone se stal králem střelců 2. skotské ligy. V Rangers byl 3× králem střelců 1. skotské ligy, 10× mistrem a je nejlepším střelcem v historii klubu. V letech 1991–92 (34 gólů) a 1992–93 (34 gólů) by získal Zlatou kopačku pro nejlepšího střelce Evropy, ale tehdy nebyla udělována.
S reprezentací byl McCoist na MS 1990 a na ME 1992 a 1996. Dal 19 gólů v 61 zápasech.

## Trenérská kariéra
McCoist byl trenérem Rangers v době, kdy byl klub kvůli financím přeložen z 1. ligy do 4. ligy. Postoupil s týmem ze 4. ligy do 2. ligy.

## Úspěchy

### Hráč
Rangers
- Skotská liga (10): 1986–87, 1988–89, 1989–90, 1990–91, 1991–92, 1992–93, 1993–94, 1994–95, 1995–96, 1996–97
- Scottish Cup (3): 1991–92, 1992–93, 1995–96
- Scottish League Cup (9): 1983–84, 1984–85, 1986–87, 1987–88, 1988–89, 1990–91, 1992–93, 1993–94, 1996–97

### Trenér
Rangers
- 3. skotská liga: 2013–14
- 4. skotská liga: 2012–13

### Individuální
- Fotbalista sezony ve Skotsku: 1991–92
- Král střelců 1. skotské ligy (3): 1985–86 (24 gólů), 1991–92 (34 gólů), 1992–93 (34 gólů)
- Král střelců 2. skotské ligy: 1980–81 (22 gólů)